# Ahlften

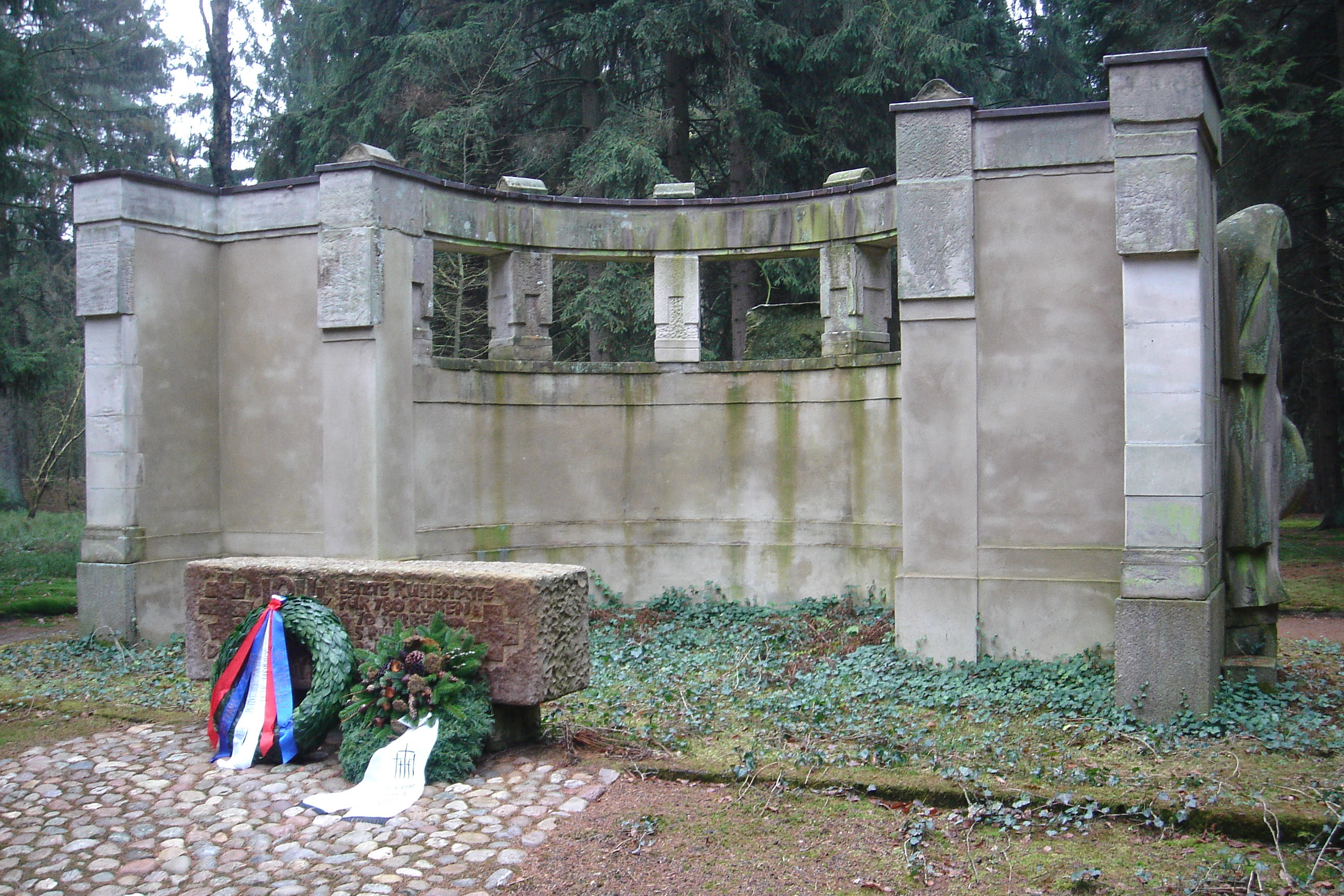
Denkmal auf dem Kriegsgefangenenfriedhof in Ahlften

Ahlften ist eine Ortschaft und ein Stadtteil der Stadt Soltau im Landkreis Heidekreis in Niedersachsen. Die Ortschaft hat ca. 515 Einwohner.

## Geografie
Ahlften liegt in der Lüneburger Heide nördlich von Soltau. Der Fluss Böhme umfließt die Ortschaft im Westen. Durch den Ort verläuft die Bundesstraße 3.
Zu Ahlften gehören ebenfalls die Weiler Ebsmoor und Einfrielingen.

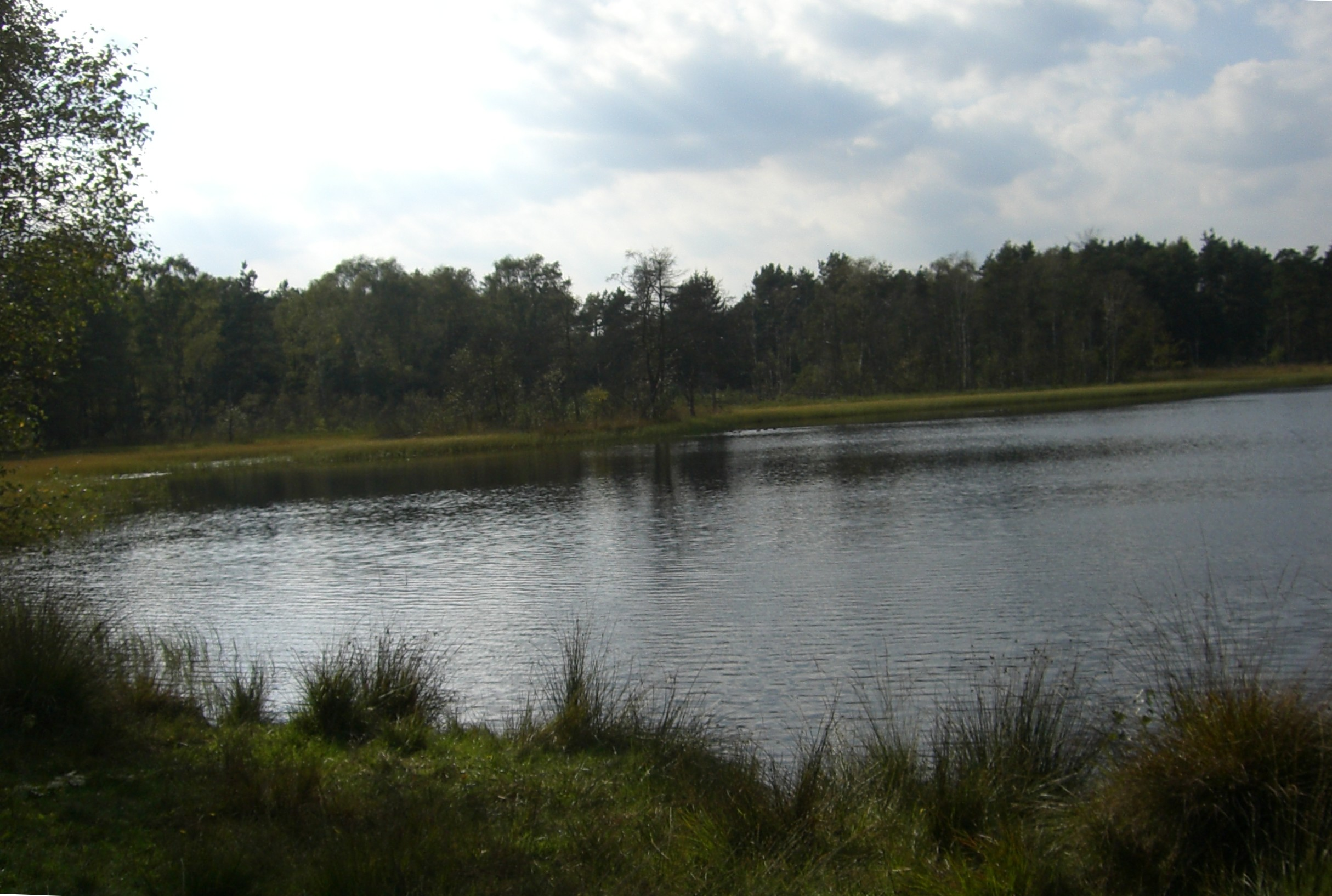
Ahlftener Flatt

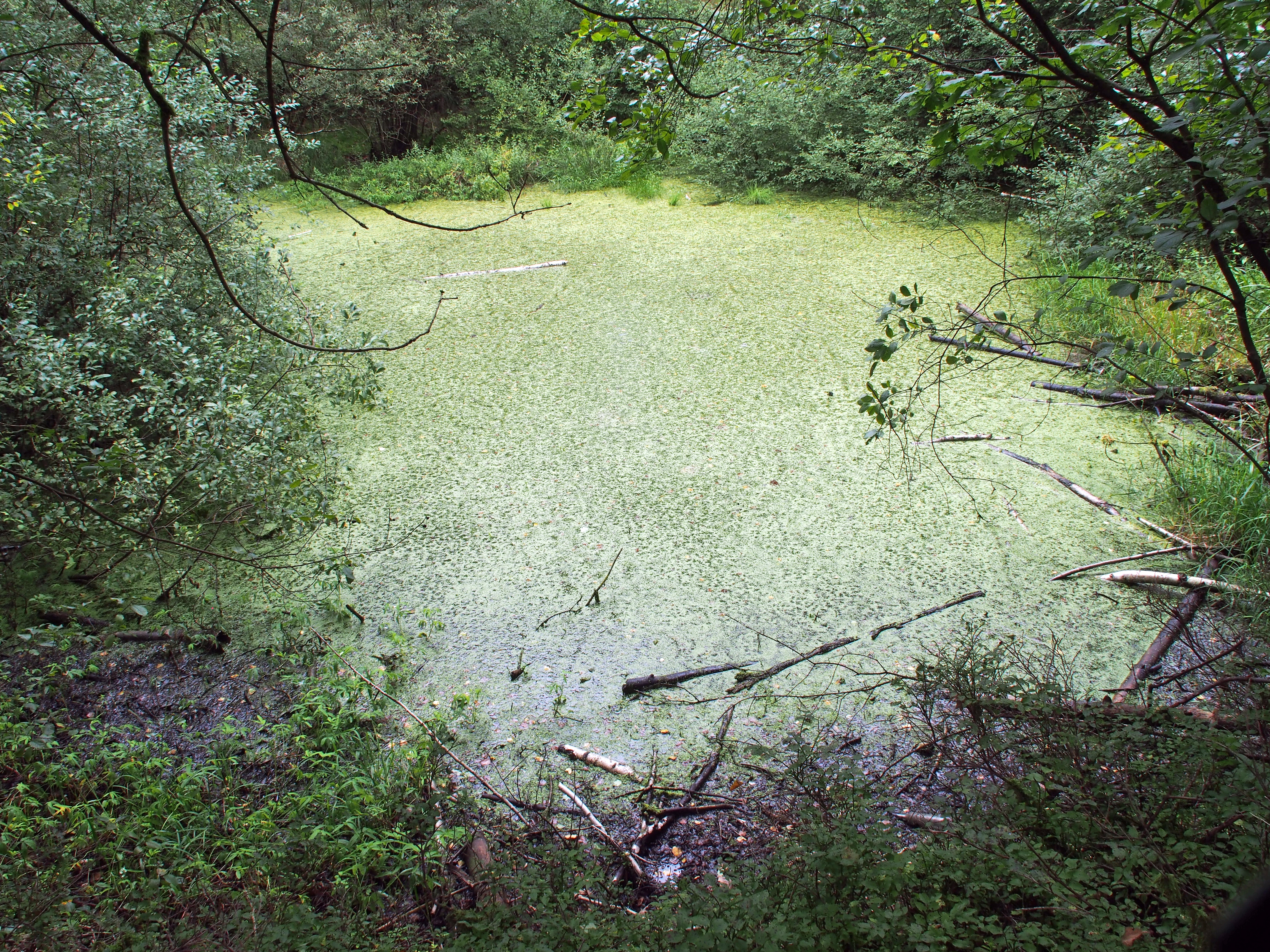
Grundlose Kuhle, eine geologische Karstform

## Geschichte
Der Name Ahlften leitet sich von Alechte ab, was so viel bedeutet wie an der Au.
Am 1. März 1974 wurde Ahlften in die Stadt Soltau eingegliedert.
Der Ort war und ist landwirtschaftlich geprägt. Es gibt keine Industrie in Ahlften. Ab Mitte der 1980er Jahre förderte die Firma Exxon nahe der Ortschaft Erdgas, 2006 wurde die Förderung allerdings eingestellt.

## Politik
Ortsvorsteher ist Wilhelm Bostelmann.

## Kultur und Sehenswürdigkeiten
In Ahlften liegen der Park Halifax und das Ahlftener Flatt, ein Weiher in einer Windausblasungsmulde aus der letzten Eiszeit, der im Winter gern zum Schlittschuhlaufen genutzt wird.
Etwa 1100 Meter südöstlich von Ahlften befindet sich die sogenannte Grundlose Kuhle. Ein kreisförmiger Erdtrichter von etwa 40 m Durchmesser, mit einem fast kreisrunden kleinen Teich von etwa 5 m Tiefe und 20 m im Durchmesser. Der Wasserspiegel liegt 1 ½ m über der nahen Böhme. Obwohl er weder einen Zu- noch einen Abfluss hat verändert er sich kaum. Der Erdfall ist durch Salzauswaschungen im Erdreich entstanden und stellt eine geologische Karstform von landesweiter Bedeutung dar. Es ranken sich viele Sagen um die Grundlose Kuhle. Eine besagt, dass an dieser Stelle in alten Zeiten ein Schloss stand.
In der Liste der Baudenkmale in Soltau sind für Ahlften vier Baudenkmale aufgeführt.